# Hypoleria oculata
Hypoleria oculata är en fjärilsart som beskrevs av Richard Haensch 1903. Hypoleria oculata ingår i släktet Hypoleria och familjen praktfjärilar. Inga underarter finns listade i Catalogue of Life.